# Precipitação (pena de morte)
Precipitação é um método de aplicação de pena de morte em que o corpo é lançado de um local de grande altura, podendo ser, por exemplo, uma montanha, ponte ou prédio. A morte é provocada pelo impacto do corpo com o solo.
Apesar de ser uma das modalidades mais antigas do mundo, há registros de casos recentes no Irã e no Iraque.

## História
Na Sardenha pré-romana, os idosos que eram incapazes de se sustentar eram sacrificados. Eles eram intoxicados com uma planta neurotóxica conhecida como a "erva sardonica" e, em seguida, eram arremessados de uma montanha ou espancados até a morte.